# Les Sexton se mettent au vert
Pour plus de détails, voir Fiche technique et Distribution.
Les Sexton se mettent au vert (For Richer or Poorer), ou La misère des riches au Québec, est un film américain réalisé par Bryan Spicer, sorti en 1997.

## Synopsis
Injustement poursuivi par les services fiscaux, un couple aisé mais chancelant se réfugie dans une communauté Amish le temps de prouver son innocence.

## Fiche technique
- Titre français : Les Sexton se mettent au vert
- Titre original : For Richer or Poorer
- Réalisation : Bryan Spicer
- Scénario : Jana Howington & Steve LuKanic
- Musique : Randy Edelman
- Photographie : Buzz Feitshans IV
- Montage : Russell Denove
- Production : Bill Sheinberg, Sid Sheinberg & Jonathan Sheinberg
- Sociétés de production : Universal Pictures, The Bubble Factory, Sheinberg Productions & Yorktown Productions
- Société de distribution : Universal Pictures
- Pays de production :  États-Unis
- Langue : Anglais
- Format : Couleur - DTS - Dolby Digital - SDDS - 35 mm - 2.35:1
- Genre : Comédie
- Budget : 35 000 000 $
- Box office : 32 748 995 $
- Durée : 115 min
- Dates de sortie
  - États-Unis : 12 décembre 1997
  - France : 5 août 1998

## Distribution
- Tim Allen (VF : Jean-Luc Kayser) : Brad Sexton
- Kirstie Alley (VF : Marie Vincent) : Caroline Sexton
- Jay O. Sanders : Samuel Yoder
- Michael Lerner (VF : Roger Carel) : Phil Kleinmann
- Miguel A. Núñez, Jr. (VF : Jérôme Keen) : Inspecteur fiscal (IRS) Frank Hall
- Larry Miller (VF : Antoine Tomé) : Inspecteur fiscal (IRS) Derek Lester
- Wayne Knight : Bob Lachman
- Megan Cavanagh : Levinia Yoder
- John Pyper-Ferguson : Henner Lapp
- Carrie Preston : Rebecca Yoder
- Bobby Steggert : Samuel Yoder Jr.
- Michael Angarano : Sammy Yoder
- Ethan Phillips : Jerry
- Marla Maples : Cynthia
- Anthony Azizi : Malik Ali Farquhar